# Мейсон Перріс
Мейсон Марк Перріс (англ. Mason Mark Parris; нар. 9 жовтня 1999, Лоренсбург, округ Дірборн, Індіана) — американський борець вільного стилю, чемпіон світу серед юніорів, бронзовий призер чемпіонату світу серед дорослих, Панамериканський чемпіон, чемпіон Панамериканських ігор,  учасник Олімпійських ігор.

## Життєпис
Батько Перріса, Марк, грав у футбол у «Бол Стейт» з 1988 по 1992 рік. Він вирішив залучити сина до боротьби у віці 4 років, оскільки вважав, що цей вид спорту допоможе Перрісу стати кращим футболістом. Перріс став захисником загального рівня для Lawrenceburg High, але, незважаючи на те, що він був хорошим на футбольному полі, він був ще кращим на борцівському килимі. Він тричі поспіль виграв чемпіонат штату Індіана у вазі 220 фунтів і не програв жодного матчу протягом останніх трьох сезонів у середній школі. Перріс закінчив середню школу у 2018 році з рекордом 206-1, і він був визнаний найкращим рекрутом у боротьбі вагою 220 фунтів у країні. Зрештою йому довелося прийняти рішення кинути грати у футбол, щоб він міг зосередитися на боротьбі. Уже наступного року він виграв чемпіонат світу серед юніорів. 
Перріс став першим борцем Мічиганського університету, який виграв Hodge Trophy, еквівалент Heisman Trophy у студентській боротьбі, після свого домінуючого старшого сезону 2023 року. Він завершив його з ідеальним результатом 33-0 і зіткнувся з незначним опором на шляху до чемпіонства в національній першості. Того ж року Перріс дебютував на чемпіонаті світу серед дорослих, вигравши там бронзову нагороду та став чемпіоном Панамериканських ігор. 
Наступного року на Олімпійських командних випробуваннях США Перріс здобув право представляти свою країну на Олімпійських іграх в Парижі у вільній боротьбі, в суперважкій ваговій категорії. Перед цим, в лютому він виграв Панамериканський чемпіонат.
На Олімпіаді Перріс у першій же сутичці поступився представнику Монголії Лхагвагерелу Мунхтуру з рахунком 5:10 і вибув з боротьби за олімпійські нагороди.

## Спортивні результати на міжнародних змаганнях

### Виступи на Олімпіадах
| Змагання                    | Збірна | Вагова категорія           | Місце |
| --------------------------- | ------ | -------------------------- | ----- |
| Літні Олімпійські ігри 2024 | США    | вільна боротьба, до 125 кг | 10    |

### Виступи на Чемпіонатах світу
| Змагання                        | Збірна | Вагова категорія           | Місце  |
| ------------------------------- | ------ | -------------------------- | ------ |
| Чемпіонат світу з боротьби 2023 | США    | вільна боротьба, до 125 кг | Бронза |

### Виступи на Панамериканських чемпіонатах
| Змагання                                   | Збірна | Вагова категорія           | Місце  |
| ------------------------------------------ | ------ | -------------------------- | ------ |
| Панамериканський чемпіонат з боротьби 2024 | США    | вільна боротьба, до 125 кг | Золото |

### Виступи на Панамериканських іграх
| Змагання                  | Збірна | Вагова категорія           | Місце  |
| ------------------------- | ------ | -------------------------- | ------ |
| Панамериканські ігри 2023 | США    | вільна боротьба, до 125 кг | Золото |

### Виступи на інших змаганнях
| Змагання                                    | Збірна | Вагова категорія           | Місце  |
| ------------------------------------------- | ------ | -------------------------- | ------ |
| Меморіал Імре Поляка та Яноша Варги 2023    | США    | вільна боротьба, до 125 кг | Золото |
| Відкритий чемпіонат Загреба з боротьби 2024 | США    | вільна боротьба, до 125 кг | Бронза |
| Меморіал Імре Поляка та Яноша Варги 2024    | США    | вільна боротьба, до 125 кг | Золото |

### Виступи на змаганнях молодших вікових груп
| Змагання                                      | Збірна | Вагова категорія           | Місце  |
| --------------------------------------------- | ------ | -------------------------- | ------ |
| Чемпіонат світу з боротьби серед юніорів 2019 | США    | вільна боротьба, до 125 кг | Золото |